# Parijs-Tours 1964
Parijs-Tours 1964 ofwel, de 58ste editie  werd verreden op zondag 11 oktober 1964. De wedstrijd had een lengte van 248 kilometer, startte in Parijs en eindigde in Tours.
De Belg Guido Reybrouck won de sprint.
Deze wedstrijd was onderdeel van de Super Prestige Pernod.

## Uitslag
| Plaats  | Naam               | Ploeg                       | Tijd     |
| ------- | ------------------ | --------------------------- | -------- |
| Winnaar | Guido Reybrouck    | Flandria-Romeo              | 6u48'03" |
| 2       | Rik Van Looy       | Solo-Superia                | z.t.     |
| 3       | Gustaaf Desmet     | Wiel's-Groene Leeuw         | z.t.     |
| 4       | Benoni Beheyt      | Wiel's-Groene Leeuw         | z.t.     |
| 5       | Frans Melckenbeeck | Mercier-BP-Hutchinson       | z.t.     |
| 6       | Jo de Roo          | Saint Raphael-Gitane-Dunlop | z.t.     |
| 7       | René Van Meenen    | Wiel's-Groene Leeuw         | z.t.     |
| 8       | Jan Janssen        | Pelforth-Sauvage-Lejeune    | z.t.     |
| 9       | Willy Bocklant     | Faema-Romeo                 | z.t.     |
| 10      | Carmine Preziosi   | Pelforth-Sauvage-Lejeune    | z.t.     |

1896 · 
1897 · 
1898 · 
1899 · 
1900 · 
1901 · 
1902 · 
1903 · 
1904 · 
1905 · 
1906 · 
1907 · 
1908 · 
1909 · 
1910 · 
1911 · 
1912 · 
1913 · 
1914 · 
1915 · 
1916 · 
1917 · 
1918 · 
1919 · 
1920 · 
1921 · 
1922 · 
1923 · 
1924 · 
1925 · 
1926 · 
1927 · 
1928 · 
1929 · 
1930 · 
1931 · 
1932 · 
1933 · 
1934 · 
1935 · 
1936 · 
1937 · 
1938 · 
1939 · 
1940 · 
1941 · 
1942 · 
1943 · 
1944 · 
1945 · 
1946 · 
1947 · 
1948 · 
1949 · 
1950 · 
1951 · 
1952 · 
1953 · 
1954 · 
1955 · 
1956 · 
1957 · 
1958 · 
1959 · 
1960 · 
1961 · 
1962 · 
1963 · 
1964 · 
1965 · 
1966 · 
1967 · 
1968 · 
1969 · 
1970 · 
1971 · 
1972 · 
1973 · 
1974 · 
1975 · 
1976 · 
1977 · 
1978 · 
1979 · 
1980 · 
1981 · 
1982 · 
1983 · 
1984 · 
1985 · 
1986 · 
1987 · 
1988 · 
1989 · 
1990 · 
1991 · 
1992 · 
1993 · 
1994 · 
1995 · 
1996 · 
1997 · 
1998 · 
1999 · 
2000 · 
2001 · 
2002 · 
2003 · 
2004 · 
2005 · 
2006 · 
2007 · 
2008 · 
2009 · 
2010 · 
2011 · 
2012 · 
2013 · 
2014 · 
2015 · 
2016 · 
2017 · 
2018 · 
2019 ·
2020 ·
2021 ·
2022 ·
2023 ·
2024 ·
2025